# Albin Tahiri
Albin Tahiri (ur. 15 lutego 1989 w miejscowości Slovenj Gradec) – kosowski narciarz alpejski.

## Kariera
Urodził się na terenie dzisiejszej Słowenii, będącej jeszcze wówczas częścią Jugosławii. Jeździć na nartach zaczął w wieku 7 lat zachęcony przez ojca. Jego pierwszym klubem był Fužinar Ravne na Koroškem, który reprezentował do 2008 roku, a następnie trafił do SK Črna. W sierpniu 2009 zaczął reprezentować Kosowo, skąd pochodzi jego ojciec. W 2017 roku wystąpił na mistrzostwach świata w Sankt Moritz, na których był 45. (ostatni spośród sklasyfikowanych) w superkombinacji, 49. w supergigancie i 51. w zjeździe. W listopadzie 2017 wypełnił normę kwalifikacyjną na igrzyska olimpijskie w Pjongczangu. Był jedynym reprezentantem Kosowa na tych igrzyskach i zarazem pierwszym w historii reprezentantem tego kraju na zimowych igrzyskach olimpijskich. Jako jedyny reprezentant Kosowa był także chorążym reprezentacji tego kraju podczas ceremonii otwarcia. Na igrzyskach zajął 37. miejsce w superkombinacji, 50. w zjeździe, 47. w supergigancie, 56. w slalomie gigancie i 39. w slalomie.
W zawodach międzynarodowych organizowanych przez FIS zaczął występować pod koniec 2004 roku, a w zawodach seniorskich – na początku 2015 roku. Jego najlepszym wynikiem w Pucharze Świata jest 43. miejsce w superkombinacji wywalczone 12 stycznia 2018 w Wengen.
Jest studentem stomatologii. Posługuje się językiem słoweńskim i angielskim, słabo porozumiewa się także po albańsku.

## Osiągnięcia

### Igrzyska olimpijskie
| Miejsce | Dzień     | Rok  | Miejscowość | Konkurencja     | Czas biegu | Strata | Zwycięzca          |
| ------- | --------- | ---- | ----------- | --------------- | ---------- | ------ | ------------------ |
| 37.     | 13 lutego | 2018 | Pjongczang  | Superkombinacja | 2:06,52    | +16,88 | Marcel Hirscher    |
| 50.     | 15 lutego | 2018 | Pjongczang  | Zjazd           | 1:40,25    | +8,56  | Aksel Lund Svindal |
| 47.     | 16 lutego | 2018 | Pjongczang  | Supergigant     | 1:24,44    | +8,30  | Matthias Mayer     |
| 56.     | 18 lutego | 2018 | Pjongczang  | Gigant          | 2:18,04    | +19,43 | Marcel Hirscher    |
| 39.     | 22 lutego | 2018 | Pjongczang  | Slalom          | 1:38,99    | +23,94 | André Myhrer       |
| 35.     | 7 lutego  | 2022 | Pekin       | Zjazd           | 1:42,69    | +9,75  | Beat Feuz          |
| 15.     | 10 lutego | 2022 | Pekin       | Superkombinacja | 2:31,43    | +16,86 | Johannes Strolz    |
| 30.     | 13 lutego | 2022 | Pekin       | Gigant          | 2:09,35    | +20,50 | Marco Odermatt     |
| 37.     | 16 lutego | 2022 | Pekin       | Slalom          | 1:44,09    | +18,85 | Clément Noël       |

### Mistrzostwa świata
| Miejsce | Dzień     | Rok  | Miejscowość       | Konkurencja     | Czas biegu | Strata | Zwycięzca              |
| ------- | --------- | ---- | ----------------- | --------------- | ---------- | ------ | ---------------------- |
| 49.     | 9 lutego  | 2017 | Sankt Moritz      | Supergigant     | 1:25,38    | +10,91 | Erik Guay              |
| 51.     | 12 lutego | 2017 | Sankt Moritz      | Zjazd           | 1:38,91    | +7,95  | Beat Feuz              |
| 45.     | 13 lutego | 2017 | Sankt Moritz      | Superkombinacja | 2:26,33    | +12,17 | Luca Aerni             |
| DNF1    | 17 lutego | 2017 | Sankt Moritz      | Gigant          | 2:13,31    | -      | Marcel Hirscher        |
| 51.     | 19 lutego | 2017 | Sankt Moritz      | Slalom          | 1:34,75    | -      | Marcel Hirscher        |
| 45.     | 6 lutego  | 2019 | Åre               | Supergigant     | 1:24,25    | +7,52  | Dominik Paris          |
| 55.     | 9 lutego  | 2019 | Åre               | Zjazd           | 1:19,98    | +5,86  | Kjetil Jansrud         |
| DNF2    | 11 lutego | 2019 | Åre               | Superkombinacja | 1:47,71    | -      | Alexis Pinturault      |
| 51.     | 15 lutego | 2019 | Åre               | Gigant          | 2:20,24    | -      | Henrik Kristoffersen   |
| 61.     | 17 lutego | 2019 | Åre               | Slalom          | 2:05,86    | -      | Marcel Hirscher        |
| 37.     | 19 lutego | 2021 | Cortina d’Ampezzo | Gigant          | 2:05,86    | +25,91 | Mathieu Faivre         |
| 32.     | 21 lutego | 2021 | Cortina d’Ampezzo | Slalom          | 1:46,48    | +25,99 | Sebastian Foss Solevåg |

### Puchar Świata

#### Miejsca w klasyfikacji generalnej
- sezon 2015/2016: -
- sezon 2017/2018: -
- sezon 2018/2019: -

#### Miejsca na podium
Tahiri nie stanął na podium zawodów PŚ.